# 里斯利威老
里斯利威老是加拿大安大略省多倫多的一個社區，位於當河（Don River）以東。北接加拿大國家鐵路和芝蘭街（Gerrard Street），西接麥基街（McGee Street），南接東邊路（Eastern Avenue），東接覺士維路（Coxwell Avenue）。

## 歷史
這個社區是更廣大的南河谷（South Riverdale）社區的東端部分。里斯利威老始於1850年代的一個小村莊，在佐治·里斯利（George Leslie，1804-1893）與他的兒子們擁有的多倫多苗圃周圍發展壯大。社區即以他們的姓氏命名。里斯利威老的大多數居民都是園丁或該地區的一家製磚廠的職員。佐治·里斯利在皇后街夾里斯利街（Leslie Street）的舊屋已不復存在，但綜合商店仍位於重士路（Jones Avenue）以東的皇后街路段。
《楓葉永恆》的作曲人亞歷山大·繆爾（Alexander Muir）是里斯利威老公立學校（Leslieville Public School）的第一任校長，該公立學校是該村最早的建築之一。當一片燦爛的楓葉從里斯利威老的楓樹上掉在他的外套上時，繆爾獲得了靈感。那棵樹於2013年7月19日倒下，如今它的樹幹仍存在於楓葉永恆公園（Maple Leaf Forever Park）內的楓樹小屋（Maple Cottage）前。它的後代仍在小屋後面的公園裡生長。
幾十年來，南河谷（South Riverdale）為輕工業地區，特別是在皇后街以南的東邊路（Eastern Avenue）路段沿線。金屬加工和製革是主要的工業，與其他工業活動一起，給里斯利威老和南河谷的土地帶來了污染。2000年，A.R. Clarke Tannery（約1876年成立，現為C.C. Leather Inc）失火，火勢燃燒多日，向周圍社區釋放出有毒的灰燼。這些工業區現在幾乎都已被廢棄並正在重新開發。

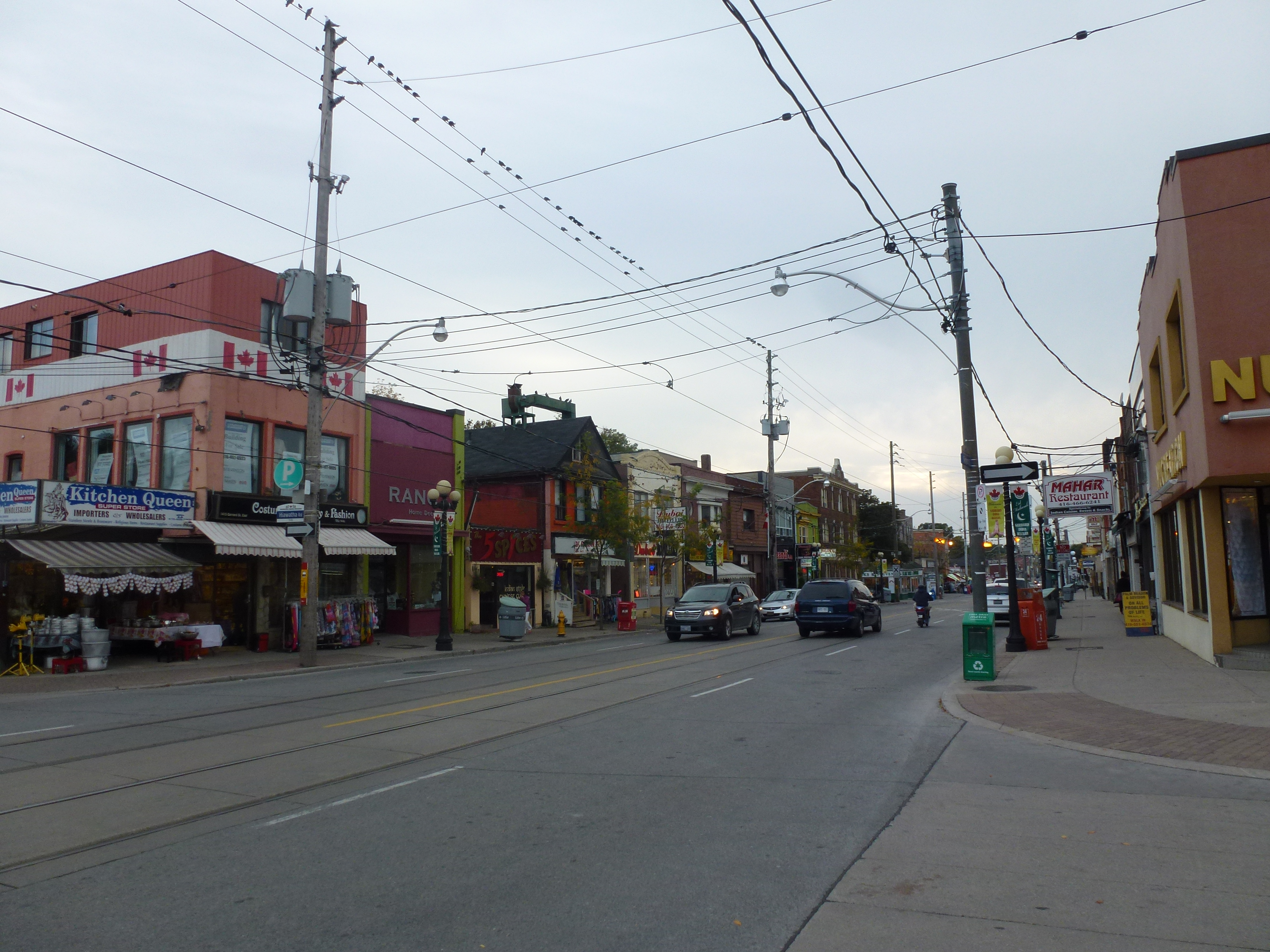
里斯利威老在2000年至2010年期間快速地高檔化，新的食肆、商店和咖啡館紛紛遷入該地區。

里斯利威老曾經主要安置在工廠工作的人，他們的離開極大地改變了這個地區。空氣污染和煙霧的減少令其對中產階級及創意階層的成員更具吸引力。鄰近地區的幾座工業建築，包括沿卡羅路（Carlaw Avenue）的北部，已被改造成柏文公寓。一些大型電影製片廠進駐部分前工業區，包括Cinevillage Studios和Showline Studios。在南部的港口區，巨大的松林多倫多工作室（Pinewood Toronto Studios）已經建成。
東邊路（Eastern Avenue）沿線的一個防禦工事是「地獄天使」幫會在多倫多的主要基地，直到2007年被警察突襲並取締。在該社區的東南部，有着加拿大最大的污水處理廠——槐樹橋灣污水處理廠（Ashbridges Bay Wastewater Treatment Plant）。

## 地標

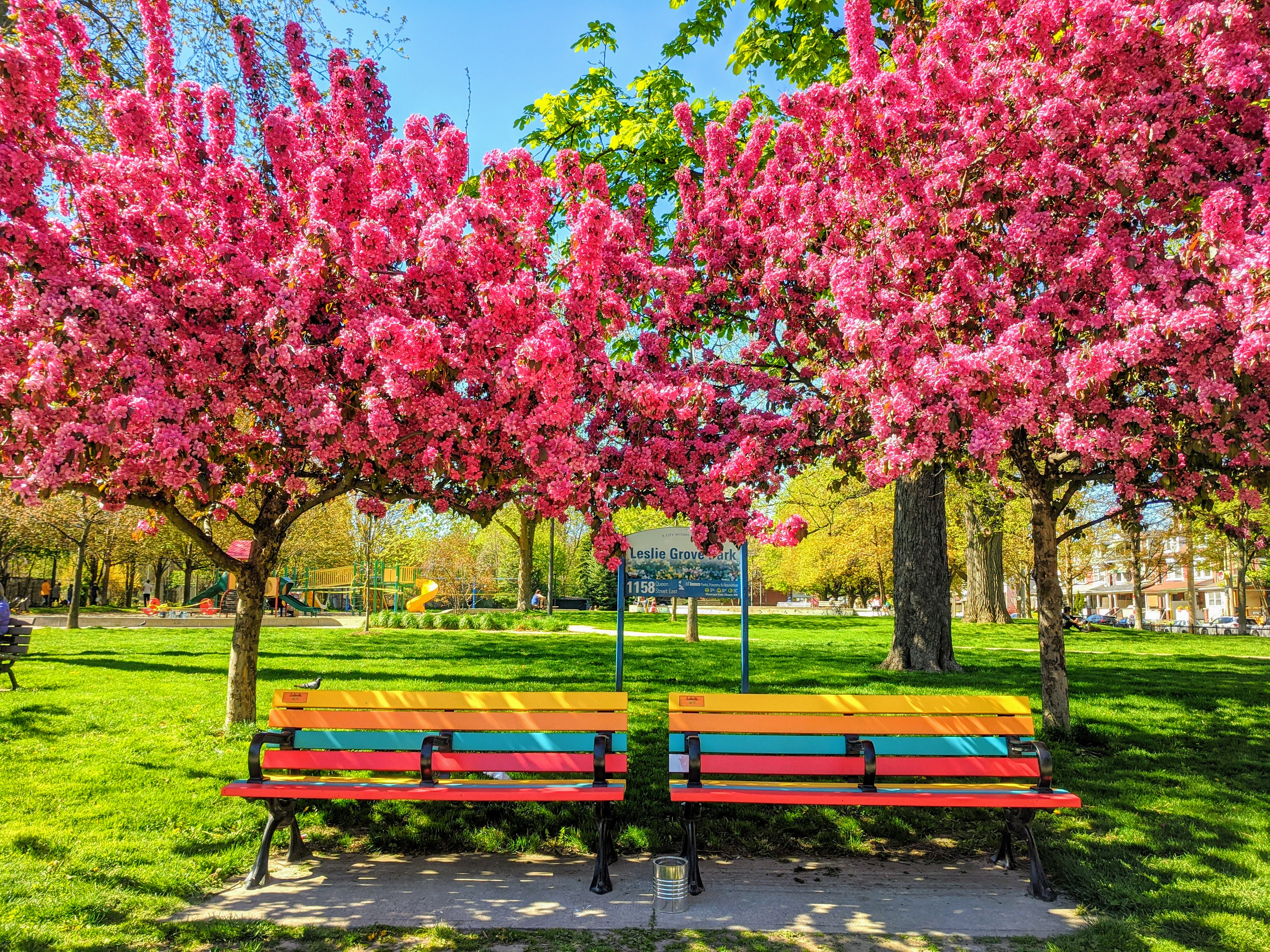
里斯利高公園（Leslie Grove Park），攝於2020年。

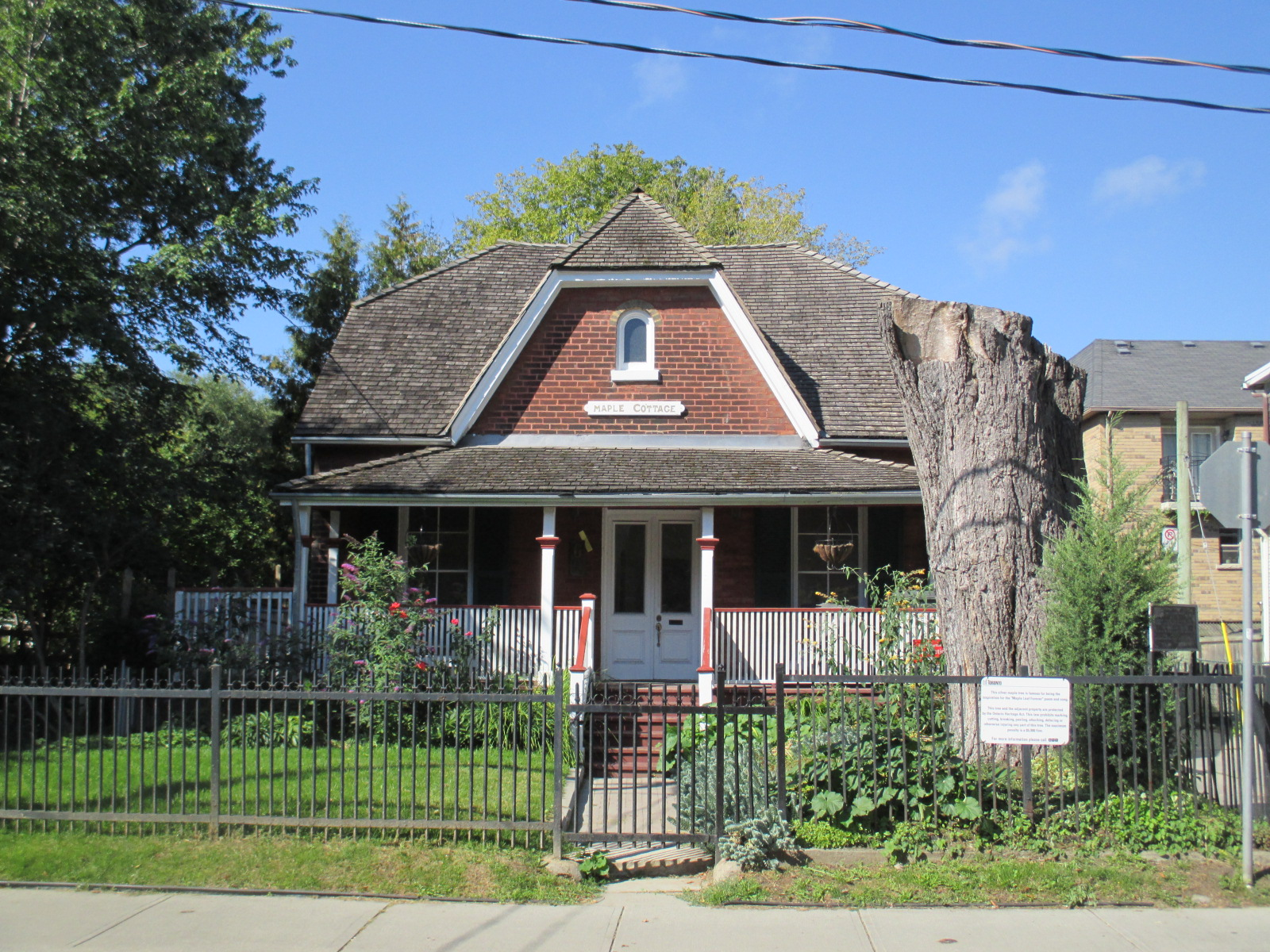
楓樹小屋（Maple Cottage），《楓葉永恆》作曲人亞歷山大·繆爾的故居。該住宅建於1873年，現為楓葉永恆公園的一部分。

- 槐樹橋莊園（英语：Ashbridge Estate）
- 坡路墳場（英语：Pape Avenue Cemetery）
- 芝蘭印度街（英语：Gerrard India Bazaar）
- 羅素車房（英语：Russell Carhouse） - 位於皇后街與東邊路（Eastern Avenue）之間的干諾路（Connaught Avenue）路段上的有軌電車設施，建於1916年
- 楓葉永恆公園

### 教堂

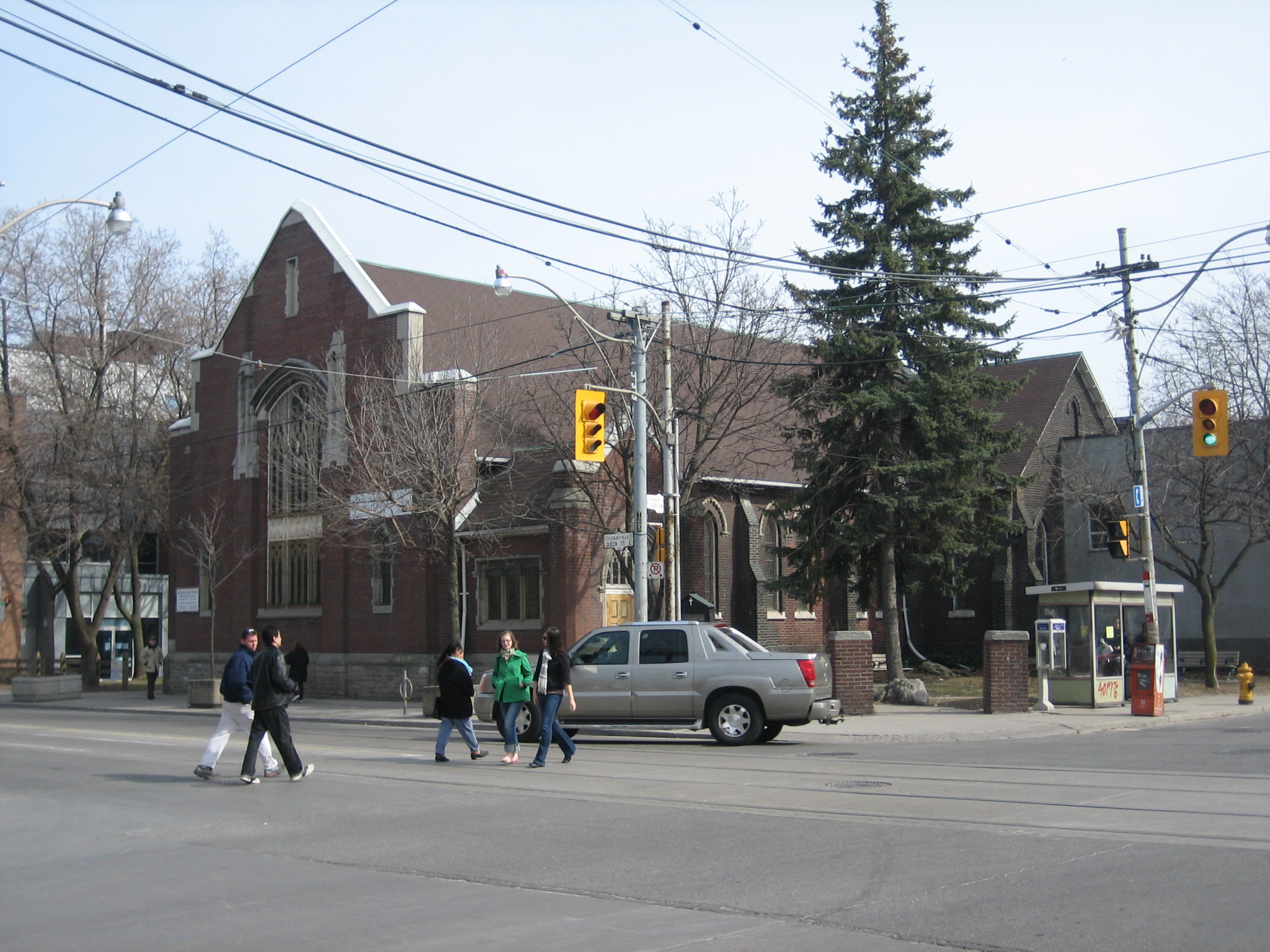
皇后東街長老會教堂，攝於2009年。

- 己連·羅德斯聯合教會（Glen Rhodes United Church）
- Living Hope Community Church
- 皇后東街長老會教堂（Queen Street East Presbyterian Church）
- St. Anargyroi Old Calendar Greek Orthodox
- St. Matthew's Cathedral
- 聖若瑟天主堂（St. Joseph's Roman Catholic Church）
- 多倫多福音燈塔（Toronto Gospel Lighthouse）

## 政治代表
里斯利威老是多倫多-丹佛的聯邦選舉區，目前自由黨議員戴布汝辛（Julie Dabrusin）為其代表。在市政區劃中，里斯利威老屬於多倫多第14選舉區，市議員方卓怡（Paula Fletcher）為其代表。該社區的安大略省省議會席位目前由新民主黨議員戴彼得（Peter Tabuns）擔任，他在2006年3月30日的補選中當選，後於2007年選舉中再次當選。
在聯邦方面，由1965年至1988年，新民主黨代表該選舉區；過去的國會議員包括李博（Bob Rae，任期為1978至1982年），他在議員任期內辭職並成為安省新民主黨的黨魁，後來在1990年至1995年的新民主黨多數黨政府中擔任安大略省省長。在1988年的聯邦選舉中，該席位由自由黨的鄧立銘（Dennis Mills）贏得。在2004年加拿大聯邦大選中，新民主黨的積·林頓重新獲得席位之前，鄧立銘一直擔任這一職務。
該選舉區省席之前由時任安大略省新民主黨副黨魁卓美玲（Marilyn Churley）擔任，直到她在2006年加拿大聯邦大選中競選鄰近的湖灘-東約克（Beaches-East York）社區聯邦席位失敗前辭職。在省選中，自1963年以來，該選舉區在每次選舉和補選中都選出新民主黨候選人。

## 外部連結
- The Murals of Leslieville, documenting the work of Graffiti Transformation, The Mural Program and The Ralph Thorton Centre
- Toronto Life Real Estate Guide | South Riverdale|          |                     | 河谷   |
| 河谷     |                     | 上湖灘 |
| 河谷     | \| \| 里斯利威老 \| | 上湖灘 |
| 河谷     |                     | 上湖灘 |
| 碼頭邊區 | 港口區              | 湖灘   |
|          | 里斯利威老          |        |